# Rolando Pascua
Rolando Pascua (* 19. November 1965 in Cebu City, Philippinen) ist ein ehemaliger philippinischer Boxer im Halbfliegengewicht. 

## Profikarriere
Im Jahre 1986 begann er seine Profikarriere. Am 19. Dezember 1990 boxte er gegen Humberto González um den Weltmeistertitel des Verbandes WBC und siegte durch K. o. Diesen Gürtel verlor er allerdings bereits in seiner ersten Titelverteidigung im März des darauffolgenden Jahres an Melchor Cob Castro durch technischen K. o.
Im Jahre 1999 beendete er seine Karriere.